# Valldemossa

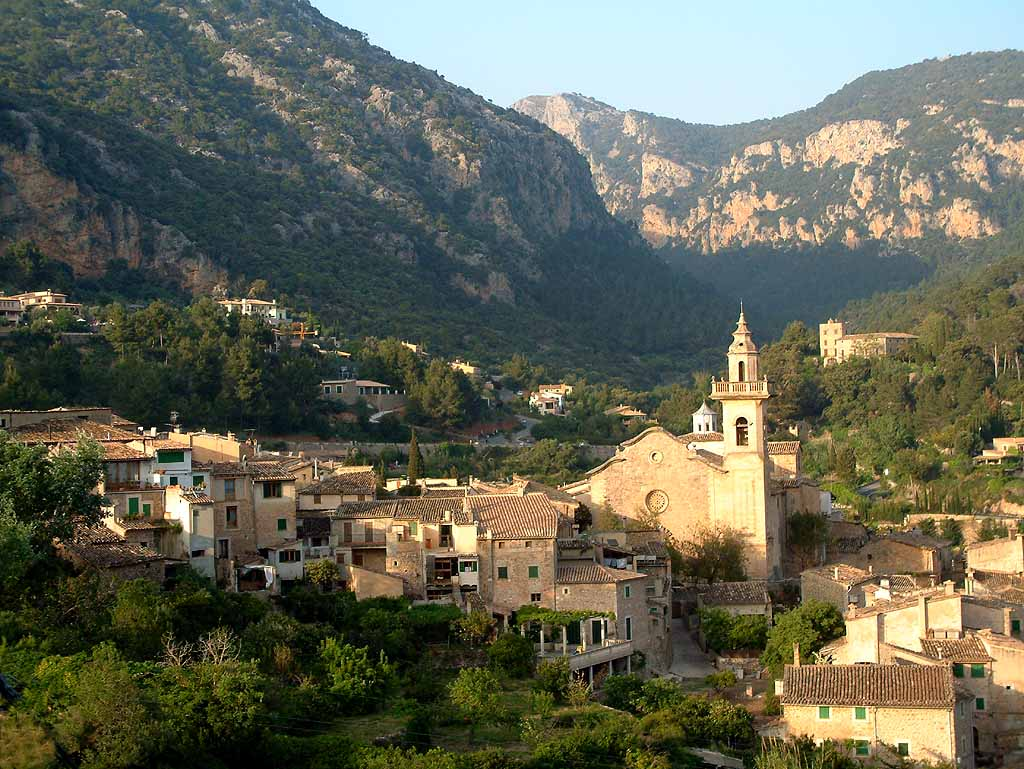
Widok na Valldemossę

Valldemossa (hiszp. Valldemosa) –  niewielka miejscowość wśród gór Serra de Tramuntana na Majorce, 17 km od stolicy wyspy, Palma de Mallorca, znana z udostępnionego do zwiedzania dawnego klasztoru kartuzów. Zwiedzić można tam sam klasztor (stara apteka, eksponaty klasztorne, ekspozycja poświęcona Fryderykowi Chopinowi), jak również pałac króla Sancha, przypałacowy ogród, gminne muzeum historyczne oraz galerię sztuki współczesnej m.in. z dziełami Joana Miró i Pabla Picassa.
Początki Valldemossy sięgają XIV wieku, kiedy to król Sancho I nakazał wybudować pałac w górach. Cierpiał na astmę, a w górach czuł się lepiej. Sancho I spędzał w pałacu większość swojego czasu aż do śmierci w 1324 roku. W 1399 roku budowla została przekazana kartuzom z Tarragony, którzy zmienili pałac na klasztor.

## Miasto
Położone na wzniesieniu u podnóża gór, wciska się ku północy w wąską i stromą dolinę. Mieszkańcy utrzymują się w dużej części ze sporego ruchu turystycznego – po Palma de Mallorca to najczęściej odwiedzane przez turystów miejsce na wyspie. Dobrą komunikację zapewniają autobusy kilku linii kursujące z Palmy, Sóller i Inca. W miasteczku funkcjonuje centrum kulturalne Costa Nord założone przez Michela Douglasa, który ma tam również swoją posiadłość. Centrum prowadzi działalność koncertową, wystawienniczą i muzealną.
Dniem targowym w Valldemossie jest niedziela. Lokalny produkt kulinarny to coca de patata – rodzaj ziemniaczanych bułeczek.

## Gmina

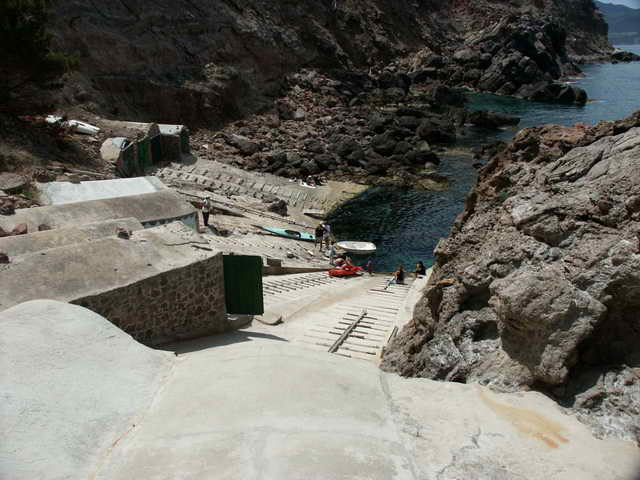
Port Valldemossa

Valldemossa jest siedzibą gminy, do której należy 5 miejscowości: Son Ferrandell, s'Archiduc, Son Maxella, Nogueral i Port Valldemossa.
Port Valldemossa (Port de Valldemossa, Puerto de Valldemossa) to niewielka osada nad zatoczką na północno-zachodnim brzegu Majorki. Dawniej stanowiła okno na świat dla położonego 7,5 km dalej miasteczka. Do osady nie kursuje żadna publiczna komunikacja. Majorka jest wyspą, którą często najeżdżali piraci. Z tego powodu miasta nie były lokalizowane tuż nad morzem, lecz kilka- kilkanaście kilometrów dalej. Dystans ten zapewniał niezbędny czas, aby w przypadku napaści od morza miasto mogło skutecznie przygotować się do obrony. Przy brzegu zakładano jedynie niewielką osadę portową, nazywaną tak samo jak miasto, stąd Port Valldemossa.

### Klasztor Real Cartuja de Jesus de Nazaret

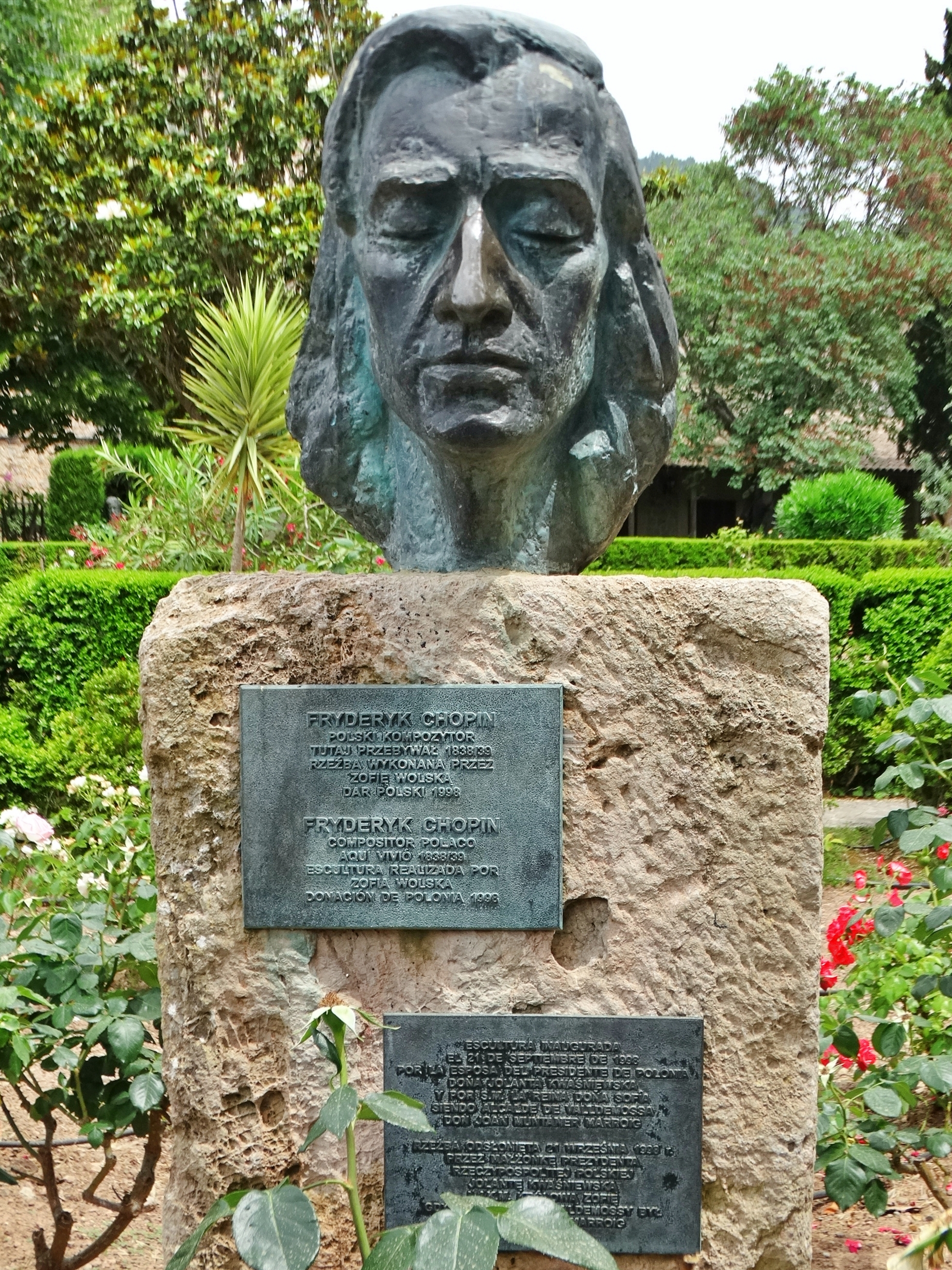
Pomnik Fryderyka Chopina w Valldemossa

Polska nazwa tego miejsca to Królewska Kartuzja pod wezwaniem Jezusa z Nazaretu. W 1399 r. przekazano kartuzom z Tarragony kompleks budynków pałacowych zmarłego bezpotomnie 75 lat wcześniej, króla Sancha. Kartuzi rozbudowali to miejsce i przystosowali do użytku zgodnie z wymogami reguły zakonnej. Klasztor został zsekularyzowany w 1836 r.
W dawnych pomieszczeniach klasztoru można oglądać:
- aptekę ze zbiorem starych naczyń i przyrządów (również sklepik z pamiątkami i książkami George Sand),
- rekonstrukcję dawnej, prostej celi klasztornej, m.in. z trumną, w której sypiali[potrzebny przypis] zakonnicy,
- zbiór eksponatów sztuki sakralnej, ksiąg oraz dokumentów historycznych zakonu,
- kolekcję lokalnie wyrabianej ceramiki zdobionej charakterystycznymi niebieskimi malunkami,
- pamiątki związane z pobytem w Valldemossie Fryderyka Chopina i George Sand.

Każda klasztorna cela ma wyjście na wiszący wysoko nad doliną taras; dawniej służył on zakonnikom, którzy uprawiali na nim w odosobnieniu warzywa na własne potrzeby.

### Kościół parafialny
Jednonawowa budowla zbudowana w XIII w. w stylu gotyckim. Była przebudowywana w XVII i XVIII w. – dodano m.in. do kościoła wieżą pokrytą charakterystyczną niebiesko-turkusową dachówką. Wnętrze o beczkowym sklepieniu, z późnobarokowym ołtarzem i malowidłami oraz barwną rozetą nad głównym wejściem. Kościół poświęcony jest św. Bartłomiejowi, który jest patronem miasta. Bryła kościoła otoczona jest krużgankami łączącymi się z budynkami klasztornymi.

### Pałac króla Sancha

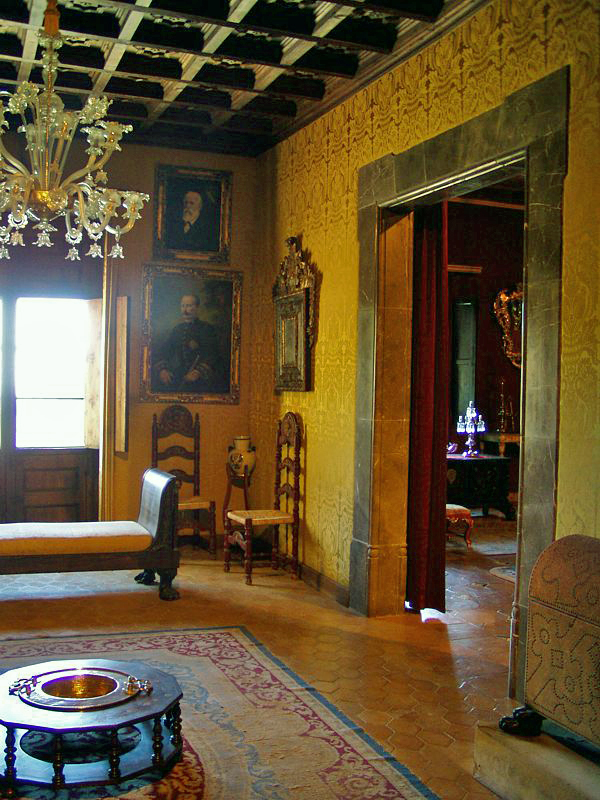
Ekspozycja wnętrz pałacowych

Ekspozycja wnętrz pałacowych nie zajmuje oryginalnych, średniowiecznych komnat, a jedynie przystosowane do tego celu najstarsze pomieszczenia kompleksu klasztornego, które swego czasu pełniły nawet rolę więzienia. Prezentowane są stylowe meble i wyposażenie wraz ze zbiorem obrazów i historycznych ciekawostek.

### Museu Municipal
Muzeum gminne obejmuje zbiory miejscowych pejzażystów oraz część opracowań arcyksięcia Ludwiga Salvatora Habsburga.

### Museu Municipal Art Contemporani

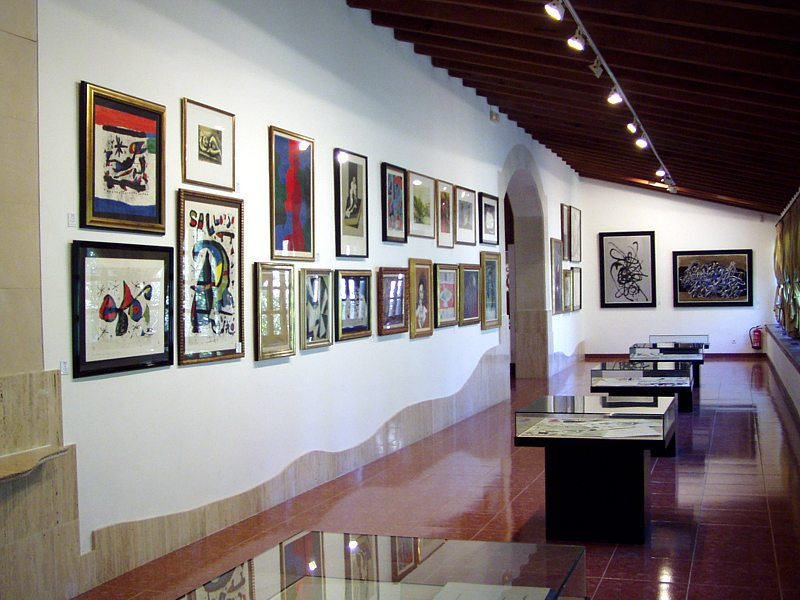
Galeria sztuki współczesnej w Valldemossie

Muzeum sztuki współczesnej posiadające w swych zbiorach dzieła znanych artystów, takich jak Pablo Picasso, Joan Miró, Francis Bacon, Henry Moore, Julio Ramís. Kolekcja zawiera w dużej części grafiki i plakaty.

## Chopin i Sand w Valldemossie
Tak pisał Fryderyk Chopin w listopadzie 1838 do Juliana Fontany tuż po przyjeździe na Majorkę:

Jestem w Palmie między palmami, cedrami, kaktusami, oliwkami, pomarańczami, cytrynami, aloesami, figami, granatami itd. Co tylko Jardin des Planes ma w swoich piecach. Niebo jak turkus, morze jak lazur, góry jak szmaragd, powietrze jak w niebie. W dzień słońce, wszyscy letnio chodzą, i gorąco; w nocy gitary i śpiewy po całych godzinach. Balkony ogromne z winogronami nad głową; mauretańskie mury. Wszystko ku Afryce, tak jak i miasto, patrzy. Słowem, przecudne życie. (...) Mieszkać będę zapewne w przecudownym klasztorze, najpiękniejszej pozycji na świecie: morze, góry, palmy, cmentarz, kościół krzyżacki, ruiny moskietów, stare drzewa tysiącletnie oliwne. A, Moje Życie, żyję trochę więcej... Jestem blisko tego, co najpiękniejsze.

W październiku 1836 r., w domu Ferenca Liszta, Chopin poznał pisarkę francuską, George Sand (Aurore Dudevant). W lecie 1838 r. Sand i Chopin zostali kochankami. Następną zimę, od 8 listopada 1838 r. do 11 lutego 1839 r., spędzili razem z dwójką dzieci Sand na Majorce, zatrzymując się początkowo w Palma de Mallorca, a później w klasztorze kartuzów w Valldemossie.
Już po miesiącu pobytu Chopin pisał o Valldemossie raczej w minorowym nastroju, uskarżając się na pogodę i miejscową kuchnię. Kompozytorowi służyć miał klimat śródziemnomorski, jednak zima tego roku była wyjątkowo deszczowa. Chopin zaziębił się, a na dodatek pianino, sprowadzone specjalnie z Europy, zaginęło w podróży. Odnalezione później tygodniami stało w porcie w Palmie, ponieważ trzeba było zapłacić podatek. Chopin grał w tym czasie na biednym majorkańskim pianinie. Mimo trudności pracował nad swoimi kolejnymi utworami. To właśnie na Majorce został ukończony cykl 24 preludiów (m.in. preludium Des-dur Deszczowe).
Po wizycie pary kochanków niewiele zostało. Miejscowi, obawiając się gruźlicy, spalili większość wyposażenia pomieszczeń, w których mieszkali Chopin i Sand. W klasztornej celi nr 2 i 4 działają muzea poświęcone sławnej parze. Zgromadzono w niej pamiątki: listy i rękopisy, portrety i szkice oraz majorkańskie pianino, na którym od stycznia 1836 r. komponował Chopin. Jest także maska pośmiertna Chopina i pukiel jego włosów, który zachowała w książce George Sand. Muzeum jest prywatne, założyli je w 1929 r. Anne-Marie Boutroux de Ferrà i jej mąż Bartomeu Ferrà i Juan.
Od 1930 r. w klasztorze kartuzów odbywa się w sierpniu festiwal chopinowski organizowany przez Festivals Chopin de Valldemossa.
W celi numer 4 oglądać można pianino marki Pleyel zamówione przez kompozytora w Paryżu które dotarło do Valldemosy na 3 tygodnie przed jego wyjazdem. Wyjeżdżając Chopin i Sand nie chcieli po raz drugi płacić wysokiego cła i zostawili je dyrektorowi banku, w którym Sand miała otwarte konto. Pianino, jeszcze nie do końca spłacone, było zapewne formą rozliczenia. W bankierskiej rodzinie przechodziło z pokolenia na pokolenie. Obecnymi jego właścicielami są spadkobiercy dyrektora banku, bracia Quetglas którzy administrują celą Chopina i G. Sand. Instrument jest największą dumą ich chopinowskiego muzeum.
21 września 1998 r. królowa Hiszpanii Zofia i żona prezydenta RP Jolanta Kwaśniewska odsłoniły popiersie Fryderyka Chopina dłuta Zofii Wolskiej, upamiętniające pobyt kompozytora w Valldemossie.

## Święta Catalina Tomás

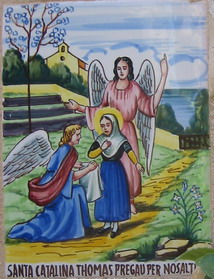
Ceramiczny kafel z inskrypcją modlitwy do świętej

W domu nr przy ul. Rectoria znajduje się dom, w którym 1 maja 1531 r. urodziła się Catalina Tomás, zakonnica, czczona na całej wyspie, kanonizowana w 1792 r. W domu urządzono kaplicę z figurą świętej. Małe ceramiczne kafle z różnymi scenami z życia świętej są wmurowane w wiele domów w Valldemossie i na wyspie.

## Galeria

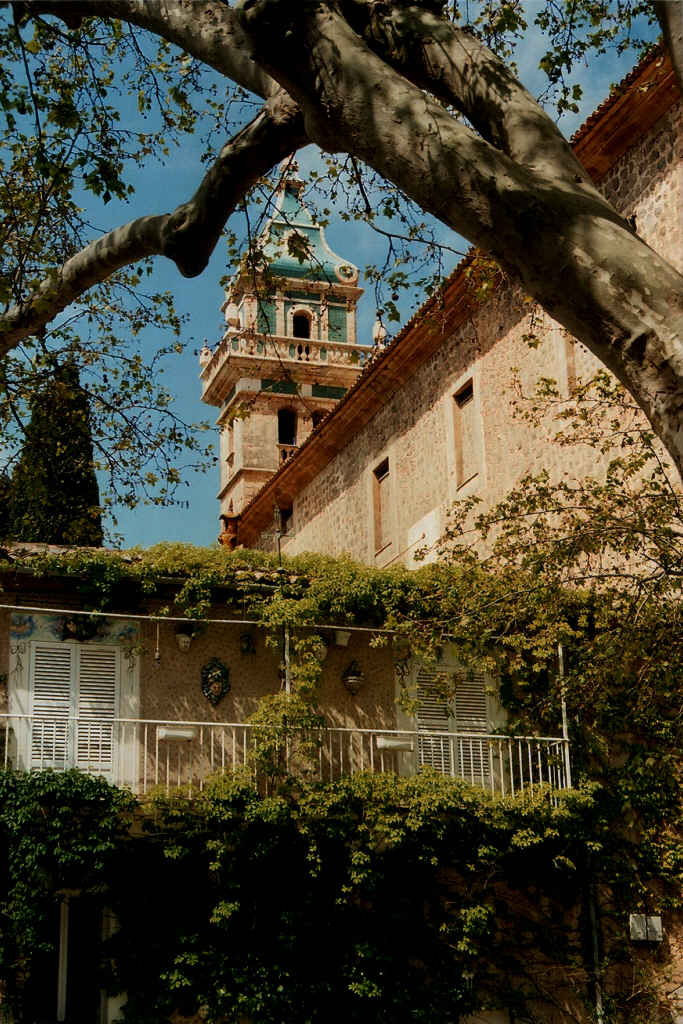
Dzwonnica z turkusowym dachem
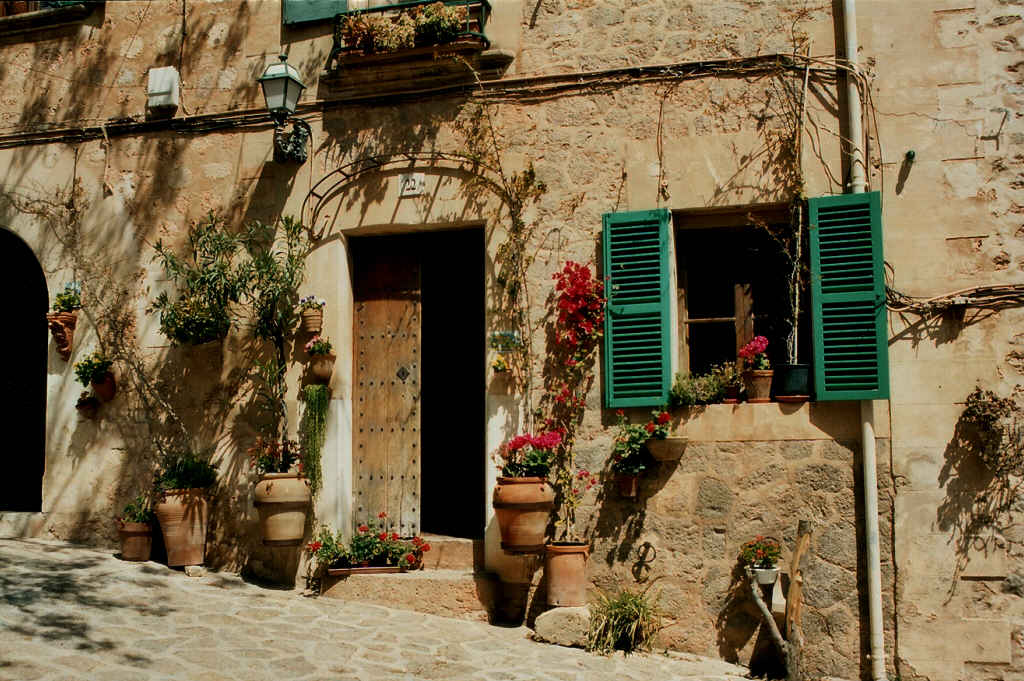
Uliczka w Valdemossie
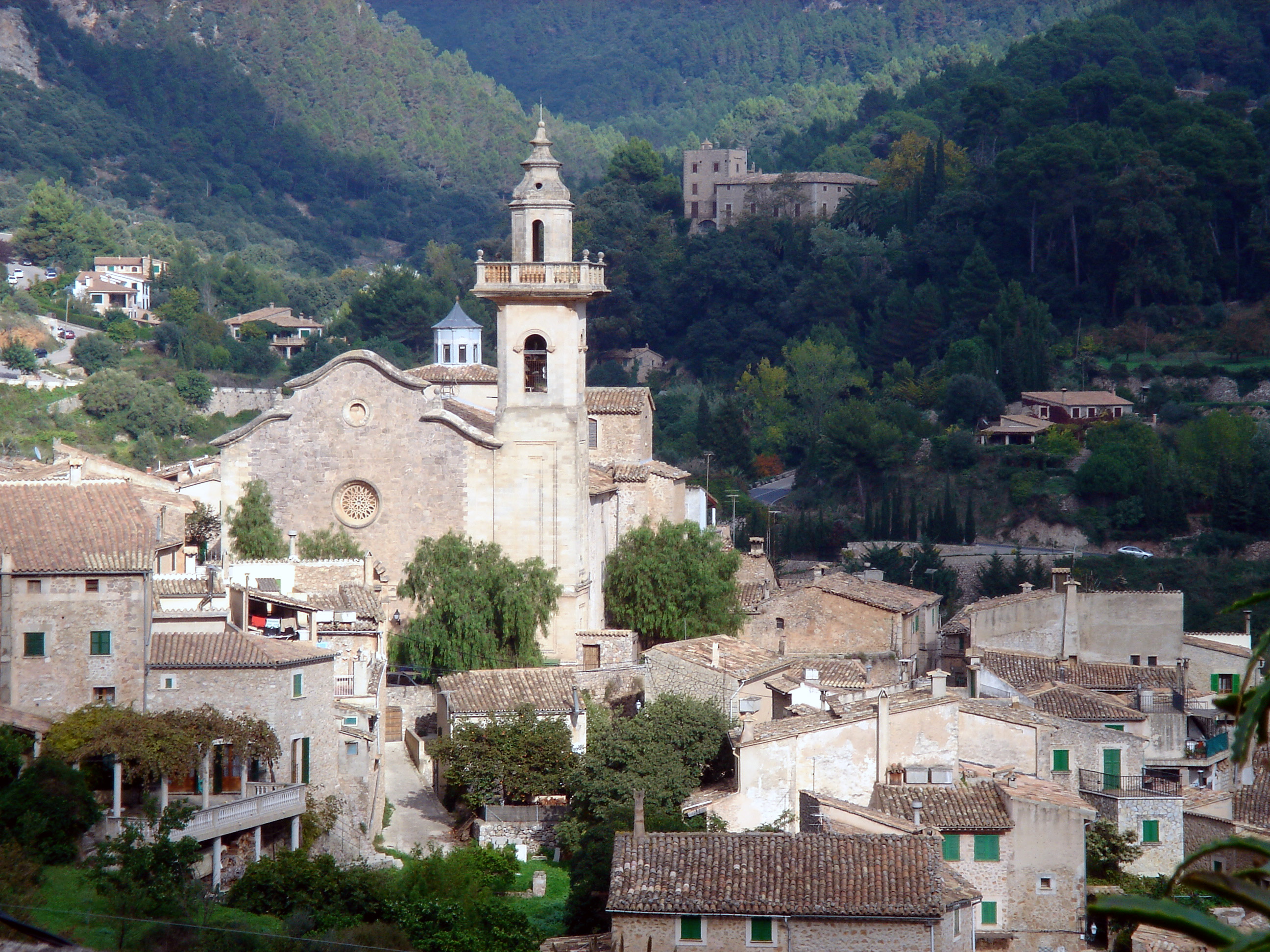
Zabytkowa zabudowa miasteczka na wzgórzu
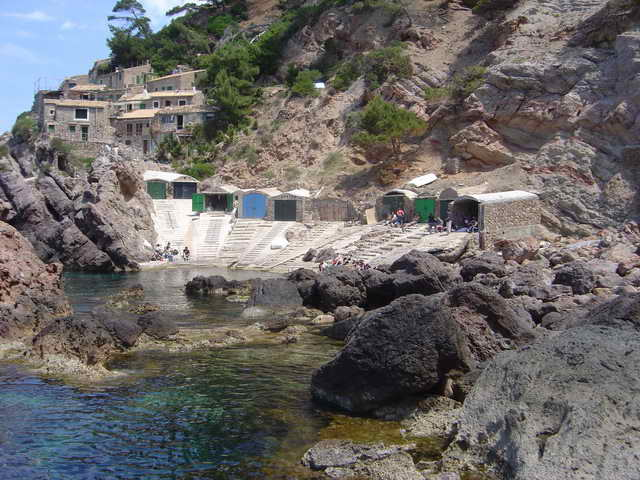
Miniaturowy port
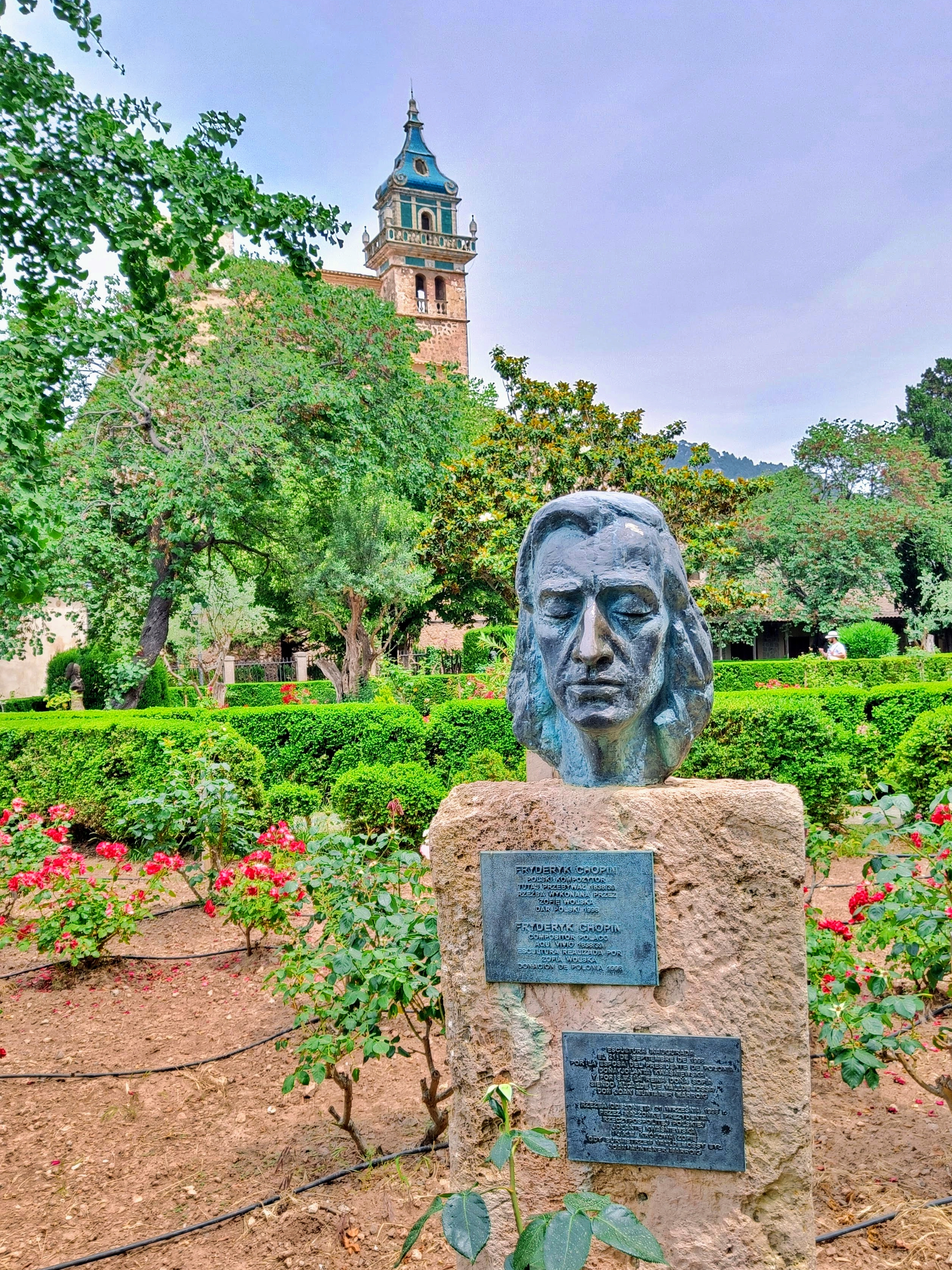
Pomnik Fryderyka Chopina w parku klasztornym Valldemossa